# بورتاج لابريري
بورتاج لابريري هي مدينة، في كندا، تقع في Central Plains Region ‏، بلغ عدد سكانها 13,304 نسمة وذلك حسب إحصائيات سنة 2016.

## المناخ
يظهر الجدول التالي التغييرات المناخية على مدار السنة لبورتاج لابريري:
| البيانات المناخية لـبورتاج لابريري | البيانات المناخية لـبورتاج لابريري | البيانات المناخية لـبورتاج لابريري | البيانات المناخية لـبورتاج لابريري | البيانات المناخية لـبورتاج لابريري | البيانات المناخية لـبورتاج لابريري | البيانات المناخية لـبورتاج لابريري | البيانات المناخية لـبورتاج لابريري | البيانات المناخية لـبورتاج لابريري | البيانات المناخية لـبورتاج لابريري | البيانات المناخية لـبورتاج لابريري | البيانات المناخية لـبورتاج لابريري | البيانات المناخية لـبورتاج لابريري | البيانات المناخية لـبورتاج لابريري |
| الشهر                              | يناير                              | فبراير                             | مارس                               | أبريل                              | مايو                               | يونيو                              | يوليو                              | أغسطس                              | سبتمبر                             | أكتوبر                             | نوفمبر                             | ديسمبر                             | المعدل السنوي                      |
| ---------------------------------- | ---------------------------------- | ---------------------------------- | ---------------------------------- | ---------------------------------- | ---------------------------------- | ---------------------------------- | ---------------------------------- | ---------------------------------- | ---------------------------------- | ---------------------------------- | ---------------------------------- | ---------------------------------- | ---------------------------------- |
| الدرجة القصوى °م (°ف)              | 10.3 (50.5)                        | 14.4 (57.9)                        | 25.0 (77.0)                        | 35.0 (95.0)                        | 37.5 (99.5)                        | 38.9 (102.0)                       | 41.1 (106.0)                       | 40.0 (104.0)                       | 40.0 (104.0)                       | 32.8 (91.0)                        | 22.8 (73.0)                        | 12.8 (55.0)                        | 41.1 (106.0)                       |
| متوسط درجة الحرارة الكبرى °م (°ف)  | −10.6 (12.9)                       | −7.2 (19.0)                        | −0.7 (30.7)                        | 9.9 (49.8)                         | 18.8 (65.8)                        | 23.2 (73.8)                        | 25.4 (77.7)                        | 25.0 (77.0)                        | 18.3 (64.9)                        | 10.5 (50.9)                        | −0.8 (30.6)                        | −9.0 (15.8)                        | 8.6 (47.5)                         |
| المتوسط اليومي °م (°ف)             | −16.0 (3.2)                        | −12.7 (9.1)                        | −5.7 (21.7)                        | 3.7 (38.7)                         | 11.6 (52.9)                        | 17.0 (62.6)                        | 19.2 (66.6)                        | 18.4 (65.1)                        | 12.1 (53.8)                        | 5.1 (41.2)                         | −5.1 (22.8)                        | −13.8 (7.2)                        | 2.8 (37.0)                         |
| متوسط درجة الحرارة الصغرى °م (°ف)  | −21.4 (−6.5)                       | −18.2 (−0.8)                       | −10.7 (12.7)                       | −2.5 (27.5)                        | 4.4 (39.9)                         | 10.7 (51.3)                        | 13.0 (55.4)                        | 11.6 (52.9)                        | 5.8 (42.4)                         | −0.3 (31.5)                        | −9.5 (14.9)                        | −18.5 (−1.3)                       | −3.0 (26.6)                        |
| أدنى درجة حرارة °م (°ف)            | −42.0 (−43.6)                      | −44.0 (−47.2)                      | −37.8 (−36.0)                      | −25.6 (−14.1)                      | −12.8 (9.0)                        | −3.9 (25.0)                        | 0.0 (32.0)                         | −1.7 (28.9)                        | −7.2 (19.0)                        | −21.1 (−6.0)                       | −36.0 (−32.8)                      | −39.0 (−38.2)                      | −44.0 (−47.2)                      |
| الهطول مم (إنش)                    | 22.6 (0.89)                        | 14.9 (0.59)                        | 26.2 (1.03)                        | 25.4 (1.00)                        | 42.9 (1.69)                        | 82.4 (3.24)                        | 80.0 (3.15)                        | 74.0 (2.91)                        | 57.0 (2.24)                        | 45.8 (1.80)                        | 28.9 (1.14)                        | 26.5 (1.04)                        | 526.5 (20.73)                      |
| معدل هطول الأمطار مم (إنش)         | 0.3 (0.01)                         | 0.1 (0.00)                         | 10.0 (0.39)                        | 16.0 (0.63)                        | 40.7 (1.60)                        | 82.4 (3.24)                        | 80.0 (3.15)                        | 74.0 (2.91)                        | 56.3 (2.22)                        | 38.8 (1.53)                        | 6.8 (0.27)                         | 2.0 (0.08)                         | 407.4 (16.04)                      |
| متوسط تساقط الثلوج سم (إنش)        | 22.3 (8.8)                         | 14.8 (5.8)                         | 16.2 (6.4)                         | 9.4 (3.7)                          | 2.2 (0.9)                          | 0.0 (0.0)                          | 0.0 (0.0)                          | 0.0 (0.0)                          | 0.7 (0.3)                          | 6.9 (2.7)                          | 22.1 (8.7)                         | 24.5 (9.6)                         | 119.1 (46.9)                       |
| متوسط أيام هطول الأمطار (≥ 0.2 mm) | 9.5                                | 5.4                                | 5.6                                | 5.4                                | 8.6                                | 10.7                               | 10.6                               | 9.1                                | 9.2                                | 8.5                                | 6.3                                | 8.8                                | 97.7                               |
| متوسط الأيام الممطرة (≥ 0.2 mm)    | 0.1                                | 0.1                                | 1.7                                | 3.7                                | 8.3                                | 10.7                               | 10.6                               | 9.1                                | 9.1                                | 7.2                                | 1.6                                | 0.3                                | 62.5                               |
| متوسط الأيام المثلجة (≥ 0.2 cm)    | 9.7                                | 5.3                                | 4.4                                | 2.1                                | 0.4                                | 0.0                                | 0.0                                | 0.0                                | 0.2                                | 1.6                                | 4.9                                | 8.5                                | 37.2                               |
| المصدر: Environment Canada         |                                    |                                    |                                    |                                    |                                    |                                    |                                    |                                    |                                    |                                    |                                    |                                    |                                    |

## أعلام
- جو بيل
- دوغلاس لويد كامبل
- روبرت بيل
- جورج سترينج
- شون فاركوهار
- ألان رونالد
- روس كينغ